# Pressa
Die Pressa war eine fünf Monate dauernde internationale Presse-Ausstellung in Köln im Jahr 1928. 

## Bedeutung
Die Vorbereitungen standen seit März 1927 unter der Leitung eines Reichskommissars, des liberalen Politikers und ehemaligen Reichsinnenministers Wilhelm Külz. Die Pressa wurde am 12. Mai 1928 eröffnet und sollte der wachsenden kulturellen und ökonomischen Bedeutung des Zeitungswesens und der Kommunikationstechnik Rechnung tragen. Die damals erst vier Jahre bestehenden uneinheitlichen Ausstellungsbauten wurde nach den Entwürfen des Architekten Adolf Abel durch eine Randbebauung mit Turm eingefasst und mit dem sogenannten „Staatenhaus“ erweitert, in dem die 450 ausländischen Aussteller ihre Exponate präsentierten. Die Malerin und Bildhauerin Burga von Wecus übernahm die Leitung der Modellbildnerei der Pressa. Insgesamt nahmen 1.500 Aussteller aus 43 Ländern an der Pressa teil. Im Anschluss an die große Eröffnungsveranstaltung, zu der Regierungsmitglieder und 200 ausländische Diplomaten erschienen, zählte die Messe fünf Millionen Besucher aus aller Welt. Neben rund 300 Fachveranstaltungen fand im August 1928 der erste internationale zeitungswissenschaftliche Kongress statt. Der ADAC veranstaltete eine Zielfahrt nach Köln und gab dazu eine Plakette heraus. Überaus erfolgreich war die Vorstellung des Kösener Senioren-Convents-Verbandes durch Carl Manfred Frommel.
Die Pressa belebte die Kölner Wirtschaft und war damit auch für den damaligen Oberbürgermeister Konrad Adenauer ein Erfolg, der die Entwicklung Kölns zum Ausstellungs- und Messestandort maßgeblich mit vorangetrieben hat.